# Lloyd Jones
Lloyd Jones (ur. 23 marca 1955 w Lower Hutt) – nowozelandzki pisarz, autor powieści i opowiadań. Rozpoznawany z powodu nagradzanej i zekranizowanej powieści Pan Pip. Mieszka i pracuje w Wellington.

## Życiorys
Jones urodził się w Lower Hutt w 1955 roku. Uczęszczał do Hutt Valley High School i studiował nauki polityczne na Victoria University of Wellington. Następnie pracował jako dziennikarz i konsultant.
Gilmore's Dairy jest pierwszą powieścią Jonesa, wydaną w 1985 roku. Jej bohaterem jest młody mężczyzna, dorastający w małej nowozelandzkiej społeczności. W 1989 roku Jones przebywał w Mentonie na południu Francji, jako laureat jednej z najstarszych i prestiżowych nowozelandzkich nagród, Katherine Mansfield Fellow, w ramach przyznanego stypendium Queen Elizabeth II Arts Council (obecnie Creative New Zealand). W 1991 roku jego opowiadania zostały zebrane w tomie Swimming to Australia, and Other Stories i weszły do antologii Vital Writing, Oxford Book of New Zealand Short Stories, Soho Anthology (Wielka Brytania), Grand Street (Nowy York), a następnie były czytane w Radio New Zealand i BBC.
W 1993 roku opublikował Biografi: An Albanian Quest, która znalazła się na liście kandydatów do nagród New Zealand Book Awards i The New York Times. Powstanie książki zostało zainspirowane podróżą przez Albanię, po upadku reżimu Envera Hodży. W 1994 roku był kuratorem wystawy The Last Saturday w Bibliotece Narodowej w Wellington, która opisywała fenomen nowozelandzkiej soboty. Zawierała historyczne i współczesne fotografie Bruce'a Fostera i esej Jonesa.
W 2006 roku wydał powieść Pan Pip, za którą był wielokrotnie nagradzany i doceniony na arenie międzynarodowej. Książka została opublikowana w 33 krajach i zekranizowana. 3 października 2013 roku odbyła się nowozelandzka premiera filmu Pan Pip w reżyserii Nowozelandczyka Andrew Adamsona. Film kręcono na wyspie Bougainville’a w Papui-Nowej Gwinei i na Nowej Zelandii, a w rolę głównego bohatera wcielił się Hugh Laurie.
W latach 2007–2008 przebywał w Berlinie jako pisarz-rezydent po uzyskaniu Creative New Zealand Berlin Writers' Residency. W 2008 roku był jednym z trzech pisarzy, którzy zostali uhonorowani nagrodą Premiera Nowej Zelandii za osiągnięcia literackie i znaczący wkład w literaturę nowozelandzką. W tym samym roku otrzymał także nagrodę Arts Foundation oraz Antarctica New Zealand Arts Fellowship. W maju 2009 roku otrzymał tytuł doctor honoris causa Victoria University. W latach 2015–2016 przebywał ponownie w Berlinie jako stypendysta DAAD. Na stałe mieszka w rejonie Wellington, lecz często przebywa za granicą, odwiedził m.in. Stany Zjednoczone, Indie, Niemcy, Francję, Albanię, Mołdawię, Ukrainę i Rosję.

## Twórczość
- Gilmore's Dairy (1985)[2]
- Splinter (1988)[2]
- Swimming to Australia, and Other Stories (1991)[2]
- Biografi: An Albanian Quest (1993)[2]
- This House Has Three Walls (1997)[2]
- Choo Woo (1998)[4]
- Book of Fame (2000)[4]
- Here at the End of the World We Learn to Dance (2002)[4]
- Napoleon and the Chicken Farmer (2003)[2][4]
- Paint Your Wife (2004)[2][4]
- Pan Pip (Mister Pip, 2006)[2]
- The Man in the Shed (2009)[2]
- Hand Me Down World (2010)[2]
- A History of Silence: A memoir (2013)[2]

## Nagrody i wyróżnienia
- 1989 Katherine Mansfield Menton Fellowship[2]
- 1991 New Zealand Book Award[1][2]
- 2001 Montana New Zealand Book Awards, Deutz Medal For Fiction Or Poetry[2][8]
- 2002 Montana New Zealand Book Awards, Fiction Runners Up[8]
- 2003 Tasmania Pacific Fiction Prize[2][4]
- 2004 Montana New Zealand Book Awards For Children And Young Adults, Honour Award[2][4][8]
- 2004 Spectrum Print Book Design Award[2]
- 2005 Commonwealth Writers Prize[2]
- 2005 Storylines Notable Non-fiction Book[2]
- 2007 Montana New Zealand Book Awards, Montana Medal For Fiction Or Poetry[2][4][8]
- 2007 Montana New Zealand Book Awards Fiction[8]
- 2007 Montana New Zealand Book Awards, Readers’ Choice Award[2][4][8]
- 2007 Creative New Zealand Berlin Writers Residency[2]
- 2007 Commonwealth Writers' Prize Overall Best Book Award[2][4]
- 2007 Commonwealth Writers' Prize for Best Book in the South East Asia and South Pacific[2][4]
- 2008 Antarctica New Zealand Arts Fellowship[2]
- 2008 Arts Foundation New Zealand Laureate[2]
- 2007 Kiriyama Pacific Prize for Fiction[2][4]
- 2007 Creative New Zealand Berlin Writers' Residency[4]
- 2008 British Book Awards Richard & Judy Best Read of the Year[1][2][9]
- 2008 Booksellers Association Independent Booksellers' Book Prize[1][2]
- 2008 Prime Minister's Awards for Literary Achievement[2][4][7][8]